# كيفن إيفانز (لاعب هوكي جليد)
كيفن إيفانز هو لاعب هوكي جليد كندي، ولد في 10 يوليو 1965 في بيتيربوروغ في كندا.

## وصلات خارجية
- كيفن إيفانز على موقع دوري الهوكي الوطني (الإنجليزية)
- كيفن إيفانز على موقع EliteProspects.com (الإنجليزية)
- كيفن إيفانز على موقع HockeyDB.com (الإنجليزية)
- كيفن إيفانز على موقع Hockey-Reference.com (الإنجليزية)